# Astrologische stromingen
De beoefening van de astrologie kent verschillende tradities en stromingen. 
Binnen de westerse astrologie ontstonden vanaf de 20e eeuw verschillende nieuwe scholen die zich distantieerden van de klassieke, deterministische astrologie. Daardoor verschilt de beoefening van astrologie tegenwoordig aanzienlijk al naargelang de stroming waartoe een astroloog behoort. De verschillen zijn vaak cultureel bepaald maar kunnen ook ontstaan doordat een bepaalde groep nieuwigheden introduceert, bijvoorbeeld hypothetische planeten of een andersoortige berekening.

## Tradities
De belangrijkste historische tradities zijn:
- Babylonische astrologie
- Chinese astrologie die vooral een vorm van kalenderduiding is.
- Vedische astrologie, gebaseerd op de Indische Veda's.
- Westerse astrologie, een voortzetting van de astrologie zoals omschreven door Claudius Ptolemaeus.
- Arabische en islamitische astrologie, die ontstond uit de hellenistische astrologie en andere invloeden.
- Tibetaanse astrologie

## Moderne scholen
De moderne westerse astrologie kent verschillende afsplitsingen die zich als een zelfstandige stroming of school manifesteren:
- Hamburger Schule, of 'De Hamburg School voor Astrologie', opgericht door Alfred Witte en in Engelstalige gebieden bekend als 'Uranian Astrology'.
- Kosmobiologie, opgericht door Reinhold Ebertin. Een afsplitsing van de Hamburger Schule.
- Siderische astrologie, een combinatie van technieken uit de vedische astrologie en de westerse astrologie.

## Types
- Klassieke astrologie
- Psychologische astrologie
- Geboorteastrologie
- Relatieastrologie
- Uurhoekastrologie
- Mundane astrologie
- Electieastrologie
- Solaarastrologie
- Zonnetekenastrologie (ook popastrologie genoemd)
- Medische astrologie